# Marion Maerz
Marion Maerz (Flensburg, 17 augustus 1943) is een Duitse schlagerzangeres.

## Levensloop
Marion Maerz bezocht de school in Hannover en maakte na afsluiting van deze een opleiding als secretaresse. Ze werd in 1964 ontdekt tijdens een Pepsi-Cola-talentenjacht in Hannover. Ze nam vervolgens twee singles op, die echter niet doorbraken. Haar echte doorbraak als Marion kwam in de herfst van 1965 met de schlager Er ist wieder da, gecomponeerd door Christian Bruhn. Het lied kwam in de Duitse hitlijsten en bleef daarin meerdere weken staan.
In 1966 stelde ze zich kandidaat bij de Deutsche Schlager-Festspiele met het lied Mach nicht die Tür zu, echter zonder resultaat. Het album Marion Maerz singt Burt Bacharach – Seite eins werd een flop. In 1972 nam ze deel aan de Duitse uitverkiezing voor het Eurovisiesongfestival 1972 met de titel Hallelujah Man, geschreven door Klaus Doldinger.
Na de geboorte van haar dochter Masha in 1975, samen met haar partner Frank Elstner, trok ze zich terug uit de muziekwereld. Tot eind jaren 1970 had ze nog verschillende schlagers met af en toe een notering in de hitlijsten, waaronder een duet met Bernd Clüver (Schau mal herein), de Duitse versie van Stumblin' in, een hit van Chris Norman en Suzi Quatro. De bekendste titel uit deze tijd (1978) was Es war nur der Sommerwind. Daarna ging haar carrière verder als actrice in verschillende theaters. In het begin van de jaren 1990 zong ze enkele volksliederen, waaronder Du bist die Rose vom Wörthersee. Ze keerde in 2000 weer terug in de hitlijsten met het nummer Vielleicht wären wir glücklich geworden.
Heden leeft Marion Maerz in Blankenese.

## Hits in Duitsland
- 1965: Er is wieder da
- 1966: Wir halten zusammen
- 1966: Ich hab’ einen guten Freund gehabt
- 1972: Es ist so gut
- 1973: S-T-E-F-A-N
- 1975: Du gehst fort (& Anthony Monn)

- Gemeinsame Normdatei: 132117681
- International Standard Name Identifier: 0000 0000 2269 3689
- MusicBrainz: ea5377f1-6022-4401-9afd-e5b73f331b7e
- Virtual International Authority File: 28222012
- WorldCat: E39PBJh4qQDpY4JrYjDM46Y3wC